# Basileia-Cidade

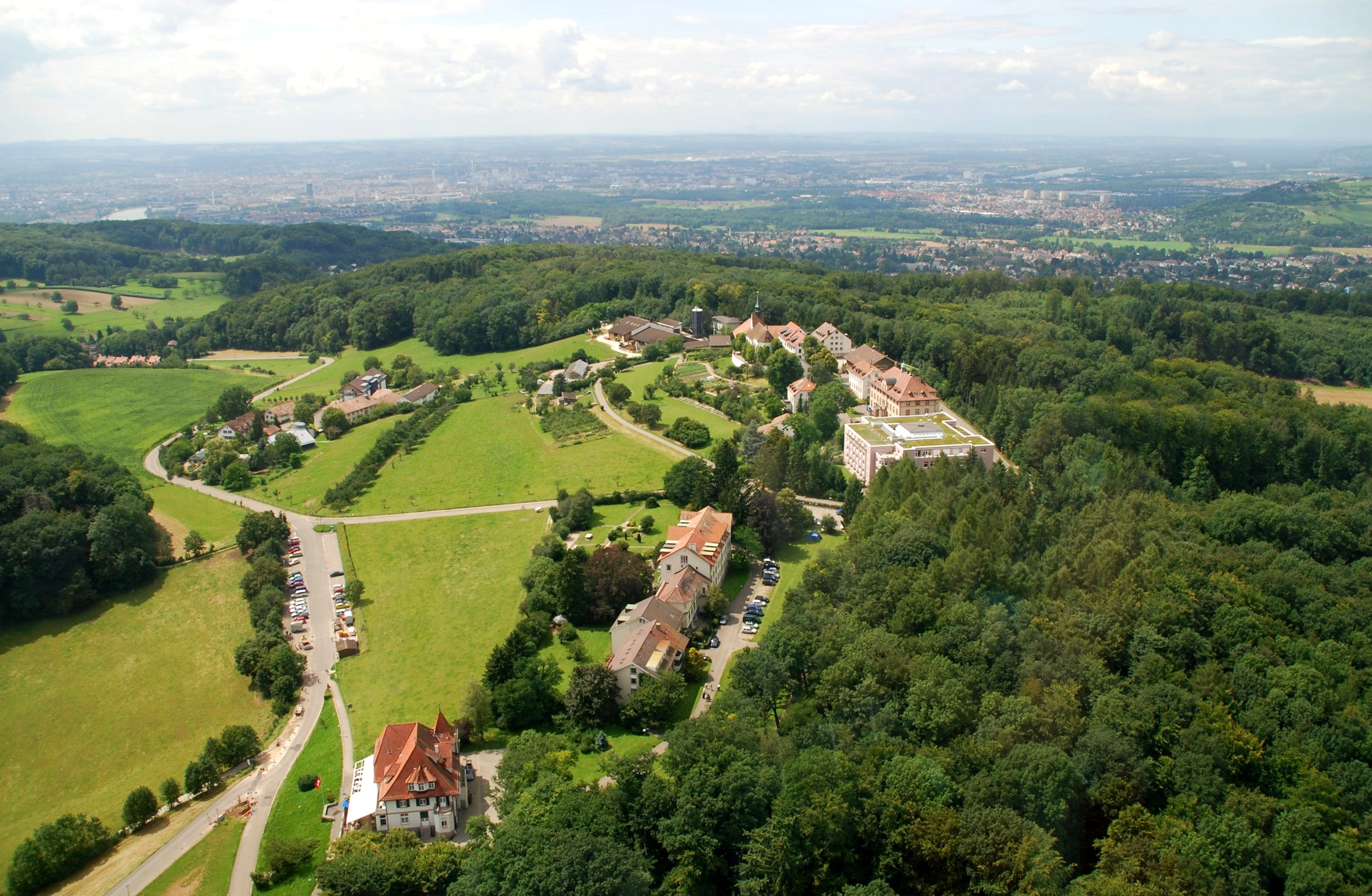
Swisscom-Sendeturm St. Chrischona.

Basileia-Cidade é um semicantão da Suíça que, junto com o semicantão Basileia-Campo, forma o cantão histórico de Basileia.
O semicantão de Basileia-Cidade existe desde 1833, ano da divisão do cantão de Basileia em dois semicantões. A língua oficial deste cantão é o alemão.
Assim como outros 10 cantões, este não tem distritos, mas está dividido directamente em três comunas: Basileia-Cidade, Riehen e Bettingen.